# Дирекция на финансите
Дирекцията на финансите е държавна институция в Източна Румелия, една от дирекциите, съставляващи правителството на областта (Таен съвет). Дирекцията управлява данъчната администрация и отговаря за практическото изпълнение на бюджета.
Първи финансов директор на Източна Румелия е немецът Адолф Шмит (1879–1880), наследен от Георги Странски (1880–1881). И двамата са бламирани от Областното събрание. Финансите на областта са приведени в ред едва при третия директор, Иван Евстратиев Гешов, който заема поста от 1882 до 1883 година. След него финансови директори са Иван Хаджипетров (1883–1884) и Михаил Маджаров (1884–1885).